# Mirjana Đurica
Mirjana Đurica (Cyrillisch: Мирјана Ђурица) (Sombor, 11 maart 1961) was een handbalspeler uit Joegoslavië.
Đurica speelde drie maal met Joegoslavië op de Olympische Zomerspelen.
In 1980 behaalde Joegoslavië daarbij de zilveren medaille, en op de Olympische Zomerspelen van Los Angeles in 1984 de gouden medaille. Op de Olympische Zomerspelen van Seoul in 1988 werd Joegoslavië vierde.